# Bátia
Bátia, na mitologia grega, foi uma filha do rei Teucro e esposa de Dardano.
Dardano e Bátia foram os pais de Ilo (que morreu sem filhos) e Erictônio ou de Zacinto e Erictônio; Zacinto foi o primeiro habitante da ilha de Zacinto.
Segundo Dionísio de Halicarnasso, Bátia foi a segunda esposa de Dardano; antes ele tinha sido casado com Crise, filha de Palas, com quem teve seus primeiros filhos, Ideu e Dímas, que sucederam Atlas e reinaram na Arcádia. Neste texto, a esposa de Erictônio e mãe de Tros é Calírroe, filha de Escamandro.